# Ред на Тейлър
Ред на Тейлър или развитие в ред на Тейлър е представянето (разлагането) на реална или комплексна функция като безкраен ред с общ член, съдържащ стойностите на последователните производни на функцията в дадена точка. Тази възможност е пряко следствие на теоремата на Тейлър. За практически цели частично развитие по Тейлър бива използвано за приближено смятане (апроксимация) на функции далеч преди доказването на горната теорема.
Ако функцията е безброй пъти диференцируема в отворения интервал (a − r, a + r), тогава нейното развитие по Тейлър е степенният ред
{\displaystyle \sum _{n=0}^{\infty }{\frac {f^{(n)}(a)}{n!}}(x-a)^{n}.}
(тук f(n)(a) e n-тата производна на функцията, като нулевата е самата функция).
Редът е кръстен на английския математик Брук Тейлър. В случая, когато a = 0, редът се нарича ред на Маклорен на името на шотландския математик Колин Маклорен (Colin Maclaurin).
Функции, които са точно равни на развитието си в ред на Тейлър в произволна точка a, се наричат аналитични функции. Пример за такива са тригонометричните функции синус и косинус. Редът на Тейлър може да се използва, за да се получат всички стойности на аналитична функция, ако се знаят нейната стойност и стойностите на всичките ѝ производни в дадена точка.
На графиката вдясно е илюстрирано развитието по Тейлър за функцията y = sinx. Жълтата крива е от седма степен и е графика на
{\displaystyle \sin \left(x\right)\approx x-{\frac {x^{3}}{3!}}+{\frac {x^{5}}{5!}}-{\frac {x^{7}}{7!}}.}
Редът на Тейлър се използва широко в приложната математика и математическия анализ. Някои от приложенията му са:
- директно получаване на приблизителна стойност на функция;
- доказателство на теореми от математическия анализ.

## История
Най-ранното използване на степенни редове, включително и някои развития по Тейлър, датира от XIV в. от индийския математик Мадхава Сангамаграма. Той използва апроксимации по Тейлър за синус, косинус, тангенс и аркустангенс, но не достига до обобщението за безкраен ред.
В края на XVII в. Джеймс Грегъри също работи в тази посока и публикува няколко реда на Маклорен, но също не достига до обобщение.
През 1715 г. Брук Тейлър доказва и обобщава теоремата си, пряко следствие на която е този обобщен ред.
Колин Маклорен изследва специалния случай във втората половина на XVII в.

## Развитие на някои функции
- Експоненциална функция и натурален логаритъм:

{\displaystyle \mathrm {e} ^{x}=\sum _{n=0}^{\infty }{\frac {x^{n}}{n!}}\quad ,\forall x}
{\displaystyle \ln(1+x)=\sum _{n=0}^{\infty }{\frac {(-1)^{n}}{n+1}}x^{n+1}\quad ,\left|x\right|<1}
- Геометрична прогресия:

{\displaystyle {\frac {x^{m}}{1-x}}=\sum _{n=m}^{\infty }x^{n}\quad ,\left|x\right|<1}
- Нютонов бином:

{\displaystyle (1+x)^{\alpha }=\sum _{n=0}^{\infty }{\alpha  \choose n}x^{n}\quad ,\forall \left|x\right|<1\quad ,\forall \alpha \in C}
- Тригонометрични функции:

{\displaystyle \sin x=\sum _{n=0}^{\infty }{\frac {(-1)^{n}}{(2n+1)!}}x^{2n+1}\quad ,\forall x}
{\displaystyle \cos x=\sum _{n=0}^{\infty }{\frac {(-1)^{n}}{(2n)!}}x^{2n}\quad ,\forall x}
{\displaystyle \operatorname {tg} x=\sum _{n=1}^{\infty }{\frac {B_{2n}(-4)^{n}(1-4^{n})}{(2n)!}}x^{2n-1}\quad =x+{\frac {x^{3}}{3}}+{\frac {2x^{5}}{15}}+..,\left|x\right|<{\frac {\pi }{2}}}
където B са числа на Бернули.
{\displaystyle \sec x=\sum _{n=0}^{\infty }{\frac {(-1)^{n}E_{2n}}{(2n)!}}x^{2n}\quad ,\left|x\right|<{\frac {\pi }{2}}}
където E са числа на Ойлер.
{\displaystyle \arcsin x=\sum _{n=0}^{\infty }{\frac {(2n)!}{4^{n}(n!)^{2}(2n+1)}}x^{2n+1}\quad ,\left|x\right|<1}
{\displaystyle \operatorname {arctg} x=\sum _{n=0}^{\infty }{\frac {(-1)^{n}}{2n+1}}x^{2n+1}\quad ,\left|x\right|\leq 1}
- Хиперболични функции:

{\displaystyle \sinh \left(x\right)=\sum _{n=0}^{\infty }{\frac {1}{(2n+1)!}}x^{2n+1}\quad ,\forall x}
{\displaystyle \cosh \left(x\right)=\sum _{n=0}^{\infty }{\frac {1}{(2n)!}}x^{2n}\quad ,\forall x}
{\displaystyle \operatorname {tgh} \left(x\right)=\sum _{n=1}^{\infty }{\frac {B_{2n}4^{n}(4^{n}-1)}{(2n)!}}x^{2n-1}\quad ,\left|x\right|<{\frac {\pi }{2}}}
{\displaystyle \mathrm {arcsinh} \left(x\right)=\sum _{n=0}^{\infty }{\frac {(-1)^{n}(2n)!}{4^{n}(n!)^{2}(2n+1)}}x^{2n+1}\quad ,\left|x\right|<1}
{\displaystyle \mathrm {arctgh} \left(x\right)=\sum _{n=0}^{\infty }{\frac {1}{2n+1}}x^{2n+1}\quad ,\left|x\right|<1}

## Изчисляване
Има редица методи за изчисляване на реда на Тейлър за достатъчно голям брой функции. Редът може да се ползва така, както е даден за основните функции, а усилията да се насочат в генерализирането на коефициентите. Освен това, тъй като редът на Тейлър в общия случай е степенен, може да се използват неговите свойства за свободно умножение, деление, събиране и изваждане на основните редове. В някои случаи най-доброто решение е редът да се интегрира последователно няколко пъти.